# Campeonato Mundial de Vóley Playa de 2023 - Torneo femenino
El torneo femenino del Campeonato Mundial de Vóley Playa de 2023 se celebra en Tlaxcala (México) entre el 6 y el 15 de octubre de 2023 bajo la organización de la Federación Internacional de Voleibol (FIVB) y la Federación Mexicana de Voleibol.
Las competiciones se realizan en las plazas de toros de las ciudades de Tlaxcala, Apizaco y Huamantla.
Compiten en el torneo 48 parejas, que fueron divididas en 12 grupos de cuatro equipos para disputar la fase de grupos.

## Calendario
| FP | Fase preliminar | 1/16 | Dieciseisavos de final | 1/8 | Octavos de final | 1/4 | Cuartos de final | 1/2 | Semifinales | F | Finales |

| Octubre de 2023 | 06 Vie | 07 Sáb | 08 Dom | 09 Lun | 10 Mar | 11 Mié | 12 Jue | 13 Vie | 14 Sáb | 15 Dom |
| --------------- | ------ | ------ | ------ | ------ | ------ | ------ | ------ | ------ | ------ | ------ |
| Torneo femenino | FP     | FP     | FP     | FP     | FP     | 1/16   | 1/8    | 1/4    | 1/2    | F      |

## Fase de grupos
El sorteo se realizó el 30 de agosto de 2023. Si dos equipos están empatados en puntos, se utilizará el conjunto general y la proporción de puntos. Si tres equipos están empatados a puntos los partidos contra esos equipos determinarán la clasificación
Todos los horarios son locales (UTC−6).

### Grupo A
| Pos | Equipo              | J | G | P | PTS | SG | SP | R     | SPG | SPP | R     |
| --- | ------------------- | - | - | - | --- | -- | -- | ----- | --- | --- | ----- |
| 1   | Ana Patrícia – Duda | 3 | 3 | 0 | 6   | 6  | 0  | MAX   | 126 | 78  | 1.615 |
| 2   | Placette – Richard  | 3 | 2 | 1 | 5   | 4  | 2  | 2     | 112 | 97  | 1.154 |
| 3   | Ahtiainen – Lahti   | 3 | 1 | 2 | 4   | 2  | 4  | 0.500 | 102 | 104 | 0.980 |
| 4   | Rivas – Chris       | 3 | 0 | 3 | 3   | 0  | 6  | 0     | 65  | 126 | 0.515 |

| Fecha y Hora        | Partido             | Partido   | Partido            | Sets    | Sets    | Sets | Puntuación total | Tiempo |
| Fecha y Hora        |                     | Resultado |                    | 1       | 2       | 3    | Puntuación total | Tiempo |
| ------------------- | ------------------- | --------- | ------------------ | ------- | ------- | ---- | ---------------- | ------ |
| 7 de octubre, 9:00  | Placette – Richard  | 2 - 0     | Ahtiainen – Lahti  | 21 - 17 | 21 - 15 |      | 42 - 32          |        |
| 7 de octubre, 10:00 | Ana Patrícia – Duda | 2 - 0     | Rivas – Chris      | 21 - 5  | 21 - 17 |      | 42 - 22          |        |
| 8 de octubre, 10:00 | Placette – Richard  | 2 - 0     | Rivas – Chris      | 21 - 10 | 21 - 13 |      | 42 - 23          |        |
| 8 de octubre, 11:00 | Ana Patrícia – Duda | 2 - 0     | Ahtiainen – Lahti  | 21 - 14 | 21 - 14 |      | 42 - 28          |        |
| 9 de octubre, 10:00 | Ahtiainen – Lahti   | 2 - 0     | Rivas – Chris      | 21 - 10 | 21 - 10 |      | 42 - 20          |        |
| 9 de octubre, 11:00 | Ana Patrícia – Duda | 2 - 0     | Placette – Richard | 21- 16  | 21 - 12 |      | 42 - 28          |        |

### Grupo B
| Pos | Equipo                 | J | G | P | PTS | SG | SP | R     | SPG | SPP | R     |
| --- | ---------------------- | - | - | - | --- | -- | -- | ----- | --- | --- | ----- |
| 1   | Nuss – Kloth           | 3 | 3 | 0 | 6   | 6  | 0  | MAX   | 126 | 91  | 1.384 |
| 2   | Andressa – Vitória     | 3 | 2 | 1 | 5   | 4  | 3  | 1.333 | 126 | 124 | 1.016 |
| 3   | Paulikienė – Raupelyté | 3 | 1 | 2 | 4   | 3  | 4  | 0.750 | 125 | 131 | 0.954 |
| 4   | Akiko – Yurika         | 3 | 0 | 3 | 3   | 0  | 6  | 0     | 104 | 135 | 0.770 |

| Fecha y Hora        | Partido                | Partido   | Partido                | Sets    | Sets    | Sets    | Puntuación total | Tiempo |
| Fecha y Hora        |                        | Resultado |                        | 1       | 2       | 3       | Puntuación total | Tiempo |
| ------------------- | ---------------------- | --------- | ---------------------- | ------- | ------- | ------- | ---------------- | ------ |
| 7 de octubre, 14:30 | Andressa – Vitória     | 2 - 1     | Paulikienė – Raupelyté | 21 - 13 | 14 - 21 | 15 - 13 | 50 - 47          |        |
| 7 de octubre, 15:30 | Nuss – Kloth           | 2 - 0     | Akiko – Yurika         | 21 - 15 | 21 - 15 |         | 42 - 30          |        |
| 8 de octubre, 16:30 | Nuss – Kloth           | 2 - 0     | Paulikienė – Raupelyté | 21 - 19 | 21 - 15 |         | 42 - 34          |        |
| 8 de octubre, 19:00 | Andressa – Vitória     | 2 - 0     | Akiko – Yurika         | 21 - 9  | 28 - 26 |         | 49 - 35          |        |
| 9 de octubre, 14:30 | Nuss – Kloth           | 2 - 0     | Andressa – Vitória     | 21- 13  | 21 - 14 |         | 42 - 27          |        |
| 9 de octubre, 15:30 | Paulikienė – Raupelyté | 2 - 0     | Akiko – Yurika         | 21 - 18 | 23 - 21 |         | 44 - 39          |        |

### Grupo C
| Pos | Equipo                  | J | G | P | PTS | SG | SP | R     | SPG | SPP | R     |
| --- | ----------------------- | - | - | - | --- | -- | -- | ----- | --- | --- | ----- |
| 1   | Hughes – Cheng          | 3 | 2 | 1 | 5   | 4  | 2  | 2     | 121 | 88  | 1.375 |
| 2   | Ágatha – Rebecca        | 3 | 2 | 1 | 5   | 5  | 2  | 2.500 | 138 | 109 | 1.266 |
| 3   | Ittlinger – Borger      | 3 | 2 | 1 | 5   | 4  | 3  | 1.333 | 125 | 112 | 1.116 |
| 4   | Albarran – Vidaurrazaga | 3 | 0 | 3 | 3   | 0  | 6  | 0     | 53  | 126 | 0.420 |

| Fecha y Hora        | Partido            | Partido   | Partido                 | Sets    | Sets    | Sets    | Puntuación total | Tiempo |
| Fecha y Hora        |                    | Resultado |                         | 1       | 2       | 3       | Puntuación total | Tiempo |
| ------------------- | ------------------ | --------- | ----------------------- | ------- | ------- | ------- | ---------------- | ------ |
| 6 de octubre, 16:30 | Ágatha – Rebecca   | 1 - 2     | Ittlinger – Borger      | 18 - 21 | 21 - 18 | 12 - 15 | 51 - 54          |        |
| 6 de octubre, 19:00 | Hughes – Cheng     | 2 - 0     | Albarran – Vidaurrazaga | 21 - 4  | 21 - 10 |         | 42 - 14          |        |
| 7 de octubre, 19:00 | Hughes – Cheng     | 2 - 0     | Ittlinger – Borger      | 21 - 17 | 21 - 12 |         | 42 - 29          |        |
| 7 de octubre, 20:00 | Ágatha – Rebecca   | 2 - 0     | Albarran – Vidaurrazaga | 21 - 6  | 21 - 14 |         | 42 - 20          |        |
| 9 de octubre, 19:00 | Ittlinger – Borger | 2 - 0     | Albarran – Vidaurrazaga | 21 - 12 | 21 - 7  |         | 42 - 19          |        |
| 9 de octubre, 21:00 | Hughes – Cheng     | 0 - 2     | Ágatha – Rebecca        | 15 - 21 | 22 - 24 |         | 37 - 45          |        |

### Grupo D
| Pos | Equipo                 | J | G | P | PTS | SG | SP | R     | SPG | SPP | R     |
| --- | ---------------------- | - | - | - | --- | -- | -- | ----- | --- | --- | ----- |
| 1   | Melissa – Brandie      | 3 | 3 | 0 | 6   | 6  | 0  | MAX   | 129 | 82  | 1.573 |
| 2   | Hermannová – Štochlová | 3 | 2 | 1 | 5   | 4  | 3  | 1.333 | 134 | 114 | 1.175 |
| 3   | Erika – Michelle       | 3 | 1 | 2 | 4   | 3  | 4  | 0.750 | 115 | 131 | 0.877 |
| 4   | Yakki – Mahassine      | 3 | 0 | 3 | 3   | 0  | 6  | 0     | 79  | 130 | 0.607 |

| Fecha y Hora        | Partido                | Partido   | Partido                | Sets    | Sets    | Sets    | Puntuación total | Tiempo |
| Fecha y Hora        |                        | Resultado |                        | 1       | 2       | 3       | Puntuación total | Tiempo |
| ------------------- | ---------------------- | --------- | ---------------------- | ------- | ------- | ------- | ---------------- | ------ |
| 7 de octubre, 10:00 | Hermannová – Štochlová | 2 - 1     | Erika – Michelle       | 21 - 14 | 17 - 21 | 15 - 10 | 53 - 45          |        |
| 7 de octubre, 16:30 | Melissa – Brandie      | 2 - 0     | Yakki – Mahassine      | 21 - 9  | 21 - 10 |         | 42 - 19          |        |
| 8 de octubre, 10:00 | Hermannová – Štochlová | 2 - 0     | Yakki – Mahassine      | 21 - 14 | 21 - 10 |         | 42 - 24          |        |
| 8 de octubre, 19:00 | Melissa – Brandie      | 2 - 0     | Erika – Michelle       | 21 - 14 | 21 - 10 |         | 42 - 24          |        |
| 9 de octubre, 14:30 | Melissa – Brandie      | 2 - 0     | Hermannová – Štochlová | 21 - 17 | 24 - 22 |         | 45 - 39          |        |
| 9 de octubre, 15:30 | Erika – Michelle       | 2 - 0     | Yakki – Mahassine      | 25 - 23 | 21 - 13 |         | 46 - 36          |        |

### Grupo E
| Pos | Equipo                     | J | G | P | PTS | SG | SP | R     | SPG | SPP | R     |
| --- | -------------------------- | - | - | - | --- | -- | -- | ----- | --- | --- | ----- |
| 1   | Mariafe – Clancy           | 3 | 3 | 0 | 6   | 6  | 1  | 6     | 137 | 106 | 1.292 |
| 2   | Liliana – Paula            | 3 | 2 | 1 | 5   | 5  | 3  | 1.666 | 143 | 132 | 1.083 |
| 3   | Gruszczyńska – Wachowicz   | 3 | 1 | 2 | 4   | 3  | 4  | 0.750 | 132 | 127 | 1.039 |
| 4   | Almánzar – Julibeth Payano | 3 | 0 | 3 | 3   | 0  | 6  | 0     | 79  | 126 | 0.627 |

| Fecha y Hora        | Partido                  | Partido   | Partido                    | Sets    | Sets    | Sets    | Puntuación total | Tiempo |
| Fecha y Hora        |                          | Resultado |                            | 1       | 2       | 3       | Puntuación total | Tiempo |
| ------------------- | ------------------------ | --------- | -------------------------- | ------- | ------- | ------- | ---------------- | ------ |
| 7 de octubre, 9:00  | Gruszczyńska – Wachowicz | 1 - 2     | Liliana – Paula            | 25 - 27 | 21 - 15 | 10 - 15 | 56 - 57          |        |
| 7 de octubre, 15:30 | Mariafe – Clancy         | 2 - 0     | Almánzar – Julibeth Payano | 21 - 16 | 21 - 12 |         | 42 - 28          |        |
| 8 de octubre, 9:00  | Gruszczyńska – Wachowicz | 2 - 0     | Almánzar – Julibeth Payano | 21 - 15 | 21 - 13 |         | 42 - 28          |        |
| 8 de octubre, 15:30 | Mariafe – Clancy         | 2 - 1     | Liliana – Paula            | 17 - 21 | 21 - 17 | 15 - 6  | 53 - 44          |        |
| 9 de octubre, 9:00  | Mariafe – Clancy         | 2 - 0     | Gruszczyńska – Wachowicz   | 21 - 18 | 21 - 16 |         | 42 - 34          |        |
| 9 de octubre, 10:00 | Liliana – Paula          | 2 - 0     | Almánzar – Julibeth Payano | 21 - 9  | 21 - 14 |         | 42 - 23          |        |

### Grupo F
| Pos | Equipo              | J | G | P | PTS | SG | SP | R     | SPG | SPP | R     |
| --- | ------------------- | - | - | - | --- | -- | -- | ----- | --- | --- | ----- |
| 1   | Carol – Bárbara     | 3 | 3 | 0 | 6   | 6  | 1  | 6     | 145 | 118 | 1.228 |
| 2   | Ludwig – Lippmann   | 3 | 2 | 1 | 5   | 4  | 2  | 2     | 119 | 88  | 1.352 |
| 3   | Ishii – Mizoe       | 3 | 1 | 2 | 4   | 2  | 4  | 0.500 | 92  | 120 | 0.766 |
| 4   | Bianchin – Scampoli | 3 | 0 | 3 | 3   | 1  | 6  | 0.166 | 115 | 145 | 0.793 |

| Fecha y Hora        | Partido           | Partido   | Partido             | Sets    | Sets    | Sets   | Puntuación total | Tiempo |
| Fecha y Hora        |                   | Resultado |                     | 1       | 2       | 3      | Puntuación total | Tiempo |
| ------------------- | ----------------- | --------- | ------------------- | ------- | ------- | ------ | ---------------- | ------ |
| 6 de octubre, 16:30 | Carol – Bárbara   | 2 - 1     | Bianchin – Scampoli | 23 - 21 | 23 - 25 | 15 - 9 | 61 - 55          |        |
| 6 de octubre, 16:30 | Ludwig – Lippmann | 2 - 0     | Ishii – Mizoe       | 21 - 12 | 21 - 10 |        | 42 - 22          |        |
| 7 de octubre, 19:00 | Carol – Bárbara   | 2 - 0     | Ishii – Mizoe       | 21 - 19 | 21 - 9  |        | 42 - 28          |        |
| 7 de octubre, 19:00 | Ludwig – Lippmann | 2 - 0     | Bianchin – Scampoli | 21 - 12 | 21 - 12 |        | 42 - 24          |        |
| 9 de octubre, 11:00 | Carol – Bárbara   | 2 - 0     | Ludwig – Lippmann   | 21 - 19 | 21 - 16 |        | 42 - 35          |        |
| 9 de octubre, 11:00 | Ishii – Mizoe     | 2 - 0     | Bianchin – Scampoli | 21 - 18 | 21 - 18 |        | 42 - 36          |        |

### Grupo G
| Pos | Equipo              | J | G | P | PTS | SG | SP | R     | SPG | SPP | R     |
| --- | ------------------- | - | - | - | --- | -- | -- | ----- | --- | --- | ----- |
| 1   | Hüberli – Betschart | 3 | 3 | 0 | 6   | 6  | 1  | 6     | 144 | 121 | 1.190 |
| 2   | Tīna – Anastasija   | 3 | 2 | 1 | 5   | 5  | 2  | 2.500 | 142 | 116 | 1.224 |
| 3   | Ariana – Karelys    | 3 | 1 | 2 | 4   | 2  | 4  | 0.500 | 97  | 119 | 0.815 |
| 4   | Gallay – Pereyra    | 3 | 0 | 3 | 3   | 0  | 6  | 0     | 99  | 126 | 0.785 |

| Fecha y Hora        | Partido             | Partido   | Partido           | Sets     | Sets    | Sets    | Puntuación total | Tiempo |
| Fecha y Hora        |                     | Resultado |                   | 1        | 2       | 3       | Puntuación total | Tiempo |
| ------------------- | ------------------- | --------- | ----------------- | -------- | ------- | ------- | ---------------- | ------ |
| 7 de octubre, 9:00  | Hüberli – Betschart | 2 - 0     | Ariana – Karelys  | 21 - 19  | 21 - 11 |         | 42 - 30          |        |
| 7 de octubre, 9:00  | Tīna – Anastasija   | 2 - 0     | Gallay – Pereyra  | 21' - 17 | 21 - 14 |         | 42 - 31          |        |
| 8 de octubre, 11:00 | Hüberli – Betschart | 2 - 0     | Gallay – Pereyra  | 21 - 18  | 21 - 15 |         | 42 - 33          |        |
| 8 de octubre, 11:00 | Tīna – Anastasija   | 2 - 0     | Ariana – Karelys  | 21 - 11  | 21 - 14 |         | 42 - 25          |        |
| 9 de octubre, 12:00 | Hüberli – Betschart | 2 - 1     | Tīna – Anastasija | 21 - 19  | 23 - 25 | 16 - 14 | 60 - 58          |        |
| 9 de octubre, 12:00 | Gallay – Pereyra    | 0 - 2     | Ariana – Karelys  | 19 - 21  | 16 - 21 |         | 35 - 42          |        |

### Grupo H
| Pos | Equipo           | J | G | P | PTS | SG | SP | R     | SPG | SPP | R     |
| --- | ---------------- | - | - | - | --- | -- | -- | ----- | --- | --- | ----- |
| 1   | Stam – Schoon    | 3 | 2 | 1 | 5   | 4  | 3  | 1.333 | 133 | 114 | 1.166 |
| 2   | Esmée – Zoé      | 3 | 2 | 1 | 5   | 5  | 2  | 2.500 | 138 | 122 | 1.131 |
| 3   | Pavan – McBain   | 3 | 1 | 2 | 4   | 3  | 4  | 0.750 | 119 | 126 | 0.944 |
| 4   | Navas – González | 3 | 1 | 2 | 4   | 2  | 5  | 0.400 | 110 | 138 | 0.797 |

| Fecha y Hora        | Partido        | Partido   | Partido          | Sets    | Sets    | Sets    | Puntuación total | Tiempo |
| Fecha y Hora        |                | Resultado |                  | 1       | 2       | 3       | Puntuación total | Tiempo |
| ------------------- | -------------- | --------- | ---------------- | ------- | ------- | ------- | ---------------- | ------ |
| 7 de octubre, 10:00 | Stam – Schoon  | 2 - 0     | Navas – González | 21 - 11 | 21 - 18 |         | 42 - 29          |        |
| 7 de octubre, 10:00 | Esmée – Zoé    | 2 - 0     | Pavan – McBain   | 21 - 19 | 21 - 15 |         | 42 - 34          |        |
| 8 de octubre, 12:00 | Stam – Schoon  | 2 - 1     | Pavan – McBain   | 21 - 15 | 17 - 21 | 15 - 7  | 53 - 43          |        |
| 8 de octubre, 12:00 | Esmée – Zoé    | 1 - 2     | Navas – González | 21 - 13 | 20 - 22 | 13 - 15 | 54 - 50          |        |
| 9 de octubre, 14:30 | Stam – Schoon  | 0 - 2     | Esmée – Zoé      | 19 - 21 | 19 - 21 |         | 38 - 42          |        |
| 9 de octubre, 14:30 | Pavan – McBain | 2 - 0     | Navas – González | 21 - 19 | 21 - 12 |         | 42 - 31          |        |

### Grupo I
| Pos | Equipo           | J | G | P | PTS | SG | SP | R | SPG | SPP | R     |
| --- | ---------------- | - | - | - | --- | -- | -- | - | --- | --- | ----- |
| 1   | Cannon – Kraft   | 3 | 2 | 1 | 5   | 4  | 2  | 2 | 127 | 114 | 1.114 |
| 2   | Xue – Xia        | 3 | 2 | 1 | 5   | 4  | 2  | 2 | 94  | 75  | 1.253 |
| 3   | Álvarez – Moreno | 3 | 2 | 1 | 5   | 4  | 2  | 2 | 102 | 114 | 0.894 |
| 4   | Torres – Rivera  | 3 | 0 | 3 | 3   | 0  | 6  | 0 | 83  | 127 | 0.653 |

| Fecha y Hora        | Partido          | Partido   | Partido          | Sets    | Sets    | Sets | Puntuación total | Tiempo |
| Fecha y Hora        |                  | Resultado |                  | 1       | 2       | 3    | Puntuación total | Tiempo |
| ------------------- | ---------------- | --------- | ---------------- | ------- | ------- | ---- | ---------------- | ------ |
| 6 de octubre, 16:30 | Cannon – Kraft   | 0 - 2     | Álvarez – Moreno | 26 - 28 | 15 - 21 |      | 41 - 49          |        |
| 6 de octubre, 19:00 | Xue – Xia        | 2 - 0     | Torres – Rivera  | 21 - 12 | 21 - 9  |      | 42 - 21          |        |
| 7 de octubre, 20:00 | Cannon – Kraft   | 2 - 0     | Torres – Rivera  | 21 - 11 | 22 - 20 |      | 43 - 31          |        |
| 7 de octubre, 21:00 | Xue – Xia        | 1 - 0     | Álvarez – Moreno | 18 - 11 |         |      | 18 - 11          |        |
| 9 de octubre, 19:00 | Álvarez – Moreno | 2 - 0     | Torres – Rivera  | 21 - 16 | 21 - 15 |      | 42 - 31          |        |
| 9 de octubre, 21:00 | Xue – Xia        | 0 - 2     | Cannon – Kraft   | 20 - 22 | 14 - 21 |      | 34 - 43          |        |

### Grupo J
| Pos | Equipo                  | J | G | P | PTS | SG | SP | R     | SPG | SPP | R     |
| --- | ----------------------- | - | - | - | --- | -- | -- | ----- | --- | --- | ----- |
| 1   | Scoles – Flint          | 3 | 3 | 0 | 6   | 6  | 0  | MAX   | 126 | 78  | 1.615 |
| 2   | Gottardi – Menegatti    | 3 | 2 | 1 | 5   | 4  | 3  | 1.333 | 128 | 100 | 1.280 |
| 3   | D. Klinger – R. Klinger | 3 | 1 | 2 | 4   | 3  | 4  | 0.750 | 113 | 127 | 0.889 |
| 4   | Quesada – Williams      | 3 | 0 | 3 | 3   | 0  | 6  | 0     | 64  | 126 | 0.507 |

| Fecha y Hora        | Partido                 | Partido   | Partido                 | Sets    | Sets    | Sets    | Puntuación total | Tiempo |
| Fecha y Hora        |                         | Resultado |                         | 1       | 2       | 3       | Puntuación total | Tiempo |
| ------------------- | ----------------------- | --------- | ----------------------- | ------- | ------- | ------- | ---------------- | ------ |
| 7 de octubre, 15:30 | Gottardi – Menegatti    | 2 - 0     | Quesada – Williams      | 21 - 9  | 21 - 9  |         | 42 - 18          |        |
| 7 de octubre, 15:30 | Scoles – Flint          | 2 - 0     | D. Klinger – R. Klinger | 21 - 17 | 21 - 14 |         | 42 - 31          |        |
| 8 de octubre, 19:00 | Gottardi – Menegatti    | 2 - 1     | D. Klinger – R. Klinger | 21 - 9  | 18 - 21 | 15 - 10 | 54 - 40          |        |
| 8 de octubre, 19:00 | Scoles – Flint          | 2 - 0     | Quesada – Williams      | 21 - 4  | 21 - 11 |         | 42 - 15          |        |
| 9 de octubre, 15:30 | Gottardi – Menegatti    | 0 - 2     | Scoles – Flint          | 14 - 21 | 18 - 21 |         | 32 - 42          |        |
| 9 de octubre, 15:30 | D. Klinger – R. Klinger | 2 - 0     | Quesada – Williams      | 21 - 16 | 21 - 15 |         | 42 - 31          |        |

### Grupo K
| Pos | Equipo            | J | G | P | PTS | SG | SP | R     | SPG | SPP | R     |
| --- | ----------------- | - | - | - | --- | -- | -- | ----- | --- | --- | ----- |
| 1   | Müller – Tillmann | 3 | 2 | 1 | 5   | 4  | 3  | 1.333 | 137 | 126 | 1.087 |
| 3   | Dong – Wang       | 3 | 2 | 1 | 5   | 4  | 2  | 2     | 113 | 115 | 0.982 |
| 2   | Tainá – Victória  | 3 | 1 | 2 | 4   | 3  | 4  | 0.750 | 131 | 134 | 0.977 |
| 4   | Alix – Harward    | 3 | 1 | 2 | 4   | 2  | 4  | 0.500 | 115 | 121 | 0.950 |

| Fecha y Hora        | Partido           | Partido   | Partido          | Sets    | Sets    | Sets    | Puntuación total | Tiempo |
| Fecha y Hora        |                   | Resultado |                  | 1       | 2       | 3       | Puntuación total | Tiempo |
| ------------------- | ----------------- | --------- | ---------------- | ------- | ------- | ------- | ---------------- | ------ |
| 7 de octubre, 14:30 | Müller – Tillmann | 0 - 2     | Alix – Harward   | 23 - 25 | 14 - 21 |         | 37 - 46          |        |
| 7 de octubre, 14:30 | Tainá – Victória  | 0 - 2     | Dong – Wang      | 19 - 21 | 19 - 21 |         | 38 - 42          |        |
| 8 de octubre, 14:30 | Müller – Tillmann | 2 - 0     | Dong – Wang      | 21 - 13 | 21 - 16 |         | 42 - 29          |        |
| 8 de octubre, 14:30 | Tainá – Victória  | 2 - 0     | Alix – Harward   | 21 - 17 | 21 - 17 |         | 42 - 34          |        |
| 9 de octubre, 21:00 | Müller – Tillmann | 2 - 1     | Tainá – Victória | 21 - 15 | 22 - 24 | 15 - 12 | 58 - 51          |        |
| 9 de octubre, 21:00 | Dong – Wang       | 2 - 0     | Alix – Harward   | 21 - 16 | 21 - 19 |         | 42 - 35          |        |

### Grupo L
| Pos | Equipo                              | J | G | P | PTS | SG | SP | R     | SPG | SPP | R     |
| --- | ----------------------------------- | - | - | - | --- | -- | -- | ----- | --- | --- | ----- |
| 1   | Vergé-Dépré – Mäder                 | 3 | 3 | 0 | 6   | 6  | 1  | 6     | 142 | 94  | 1.510 |
| 2   | Naraphornrapat – Worapeerachayakorn | 3 | 2 | 1 | 5   | 5  | 2  | 2.500 | 135 | 120 | 1.125 |
| 3   | Gutiérrez – Flores                  | 3 | 1 | 2 | 4   | 2  | 4  | 0.500 | 95  | 100 | 0.950 |
| 4   | Vanessa – Sinaportar                | 3 | 0 | 3 | 3   | 0  | 6  | 0     | 68  | 126 | 0.539 |

| Fecha y Hora        | Partido                             | Partido   | Partido                             | Sets    | Sets    | Sets    | Puntuación total | Tiempo |
| Fecha y Hora        |                                     | Resultado |                                     | 1       | 2       | 3       | Puntuación total | Tiempo |
| ------------------- | ----------------------------------- | --------- | ----------------------------------- | ------- | ------- | ------- | ---------------- | ------ |
| 6 de octubre, 20:00 | Gutiérrez – Flores                  | 2 - 0     | Vanessa – Sinaportar                | 21 - 8  | 21 - 8  |         | 42 - 16          |        |
| 6 de octubre, 20:00 | Vergé-Dépré – Mäder                 | 2 - 1     | Naraphornrapat – Worapeerachayakorn | 22 - 24 | 21 - 15 | 15 - 12 | 58 - 51          |        |
| 7 de octubre, 20:00 | Gutiérrez – Flores                  | 0 - 2     | Naraphornrapat – Worapeerachayakorn | 15 - 21 | 17 - 21 |         | 32 - 42          |        |
| 7 de octubre, 20:00 | Vergé-Dépré – Mäder                 | 2 - 0     | Vanessa – Sinaportar                | 21 - 11 | 21 - 11 |         | 42 - 22          |        |
| 9 de octubre, 19:00 | Gutiérrez – Flores                  | 0 - 2     | Vergé-Dépré – Mäder                 | 6 - 21  | 15 - 21 |         | 21 - 42          |        |
| 9 de octubre, 19:00 | Naraphornrapat – Worapeerachayakorn | 2 - 0     | Vanessa – Sinaportar                | 21 - 15 | 21 - 15 |         | 42 - 30          |        |

### Clasificación de los terceros lugares
los 4 primeros mejores 3° lugares pasaran directamente a la ronda de 32vos, mientras que las posiciónes 5 a 12 se jugaran uno vs uno para tener los últimos 4 boletos a la ronda de eliminatorias.
| Pos | Equipo                   | J | G | P | SG | SP | R | SPG   | SPP | R   | PTS   |
| --- | ------------------------ | - | - | - | -- | -- | - | ----- | --- | --- | ----- |
| 1   | Álvarez – Moreno         | 3 | 2 | 1 | 5  | 4  | 2 | 2     | 102 | 114 | 0.894 |
| 2   | Ittlinger – Borger       | 3 | 2 | 1 | 5  | 4  | 3 | 1.333 | 125 | 112 | 1.116 |
| 3   | Gruszczyńska – Wachowicz | 3 | 1 | 2 | 4  | 3  | 4 | 0.750 | 132 | 127 | 1.039 |
| 4   | Tainá – Victória         | 3 | 1 | 2 | 4  | 3  | 4 | 0.750 | 131 | 134 | 0.977 |
| 5   | Paulikienė – Raupelyté   | 3 | 1 | 2 | 4  | 3  | 4 | 0.750 | 125 | 131 | 0.954 |
| 6   | Pavan – McBain           | 3 | 1 | 2 | 4  | 3  | 4 | 0.750 | 119 | 126 | 0.944 |
| 7   | D. Klinger – R. Klinger  | 3 | 1 | 2 | 4  | 3  | 4 | 0.750 | 113 | 127 | 0.889 |
| 8   | Erika – Michelle         | 3 | 1 | 2 | 4  | 3  | 4 | 0.750 | 115 | 131 | 0.877 |
| 9   | Ahtiainen – Lahti        | 3 | 1 | 2 | 4  | 2  | 4 | 0.500 | 102 | 104 | 0.980 |
| 10  | Gutiérrez – Flores       | 3 | 1 | 2 | 4  | 2  | 4 | 0.500 | 95  | 100 | 0.950 |
| 11  | Ariana – Karelys         | 3 | 1 | 2 | 4  | 2  | 4 | 0.500 | 97  | 119 | 0.815 |
| 12  | Ishii – Mizoe            | 3 | 1 | 2 | 4  | 2  | 4 | 0.500 | 92  | 120 | 0.766 |

### Playoffs 3 lugares
| Fecha y Hora         | Partido                 | Partido   | Partido            | Sets    | Sets    | Sets    | Puntuación total | Tiempo |
| Fecha y Hora         |                         | Resultado |                    | 1       | 2       | 3       | Puntuación total | Tiempo |
| -------------------- | ----------------------- | --------- | ------------------ | ------- | ------- | ------- | ---------------- | ------ |
| 10 de octubre, 15:00 | Pavan – McBain          | 2 - 0     | Ariana – Karelys   | 21 - 13 | 21 - 10 |         | 42 - 23          |        |
| 10 de octubre, 15:00 | Erika – Michelle        | 1 - 2     | Ahtiainen – Lahti  | 21 - 18 | 17 - 21 | 9 - 15  | 47 - 54          |        |
| 10 de octubre, 16:00 | Paulikienė – Raupelyté  | 2 - 0     | Ishii – Mizoe      | 21 - 17 | 21 - 17 |         | 42 - 34          |        |
| 10 de octubre, 16:00 | D. Klinger – R. Klinger | 2 - 1     | Gutiérrez – Flores | 21 - 18 | 19 - 21 | 15 - 10 | 55 - 49          |        |

## Fase eliminatoria
|  | Ronda de 32                         | Ronda de 32                         | Ronda de 32          | Ronda de 32          | Ronda de 32 |                     |                     | Ronda de 16      | Ronda de 16 | Ronda de 16 | Ronda de 16 | Ronda de 16 |                     |                     | Cuartos de final | Cuartos de final | Cuartos de final | Cuartos de final | Cuartos de final |                     |                     | Semifinales    | Semifinales | Semifinales | Semifinales | Semifinales      |                     |                     | Final        | Final        | Final | Final | Final |  |
|  |                                     |                                     |                      |                      |             |                     |                     |                  |             |             |             |             |                     |                     |                  |                  |                  |                  |                  |                     |                     |                |             |             |             |                  |                     |                     |              |              |       |       |       |  |
|  |                                     |                                     |                      |                      |             |                     |                     |                  |             |             |             |             |                     |                     |                  |                  |                  |                  |                  |                     |                     |                |             |             |             |                  |                     |                     |              |              |       |       |       |  |
|  | Ana Patrícia – Duda                 | Ana Patrícia – Duda                 | 21                   | 21                   |             |                     |                     |                  |             |             |             |             |                     |                     |                  |                  |                  |                  |                  |                     |                     |                |             |             |             |                  |                     |                     |              |              |       |       |       |  |
|  | Ana Patrícia – Duda                 | Ana Patrícia – Duda                 | 21                   | 21                   |             |                     |                     |                  |             |             |             |             |                     |                     |                  |                  |                  |                  |                  |                     |                     |                |             |             |             |                  |                     |                     |              |              |       |       |       |  |
|  | Paulikienė – Raupelyté              | Paulikienė – Raupelyté              | 14                   | 15                   |             |                     |                     |                  |             |             |             |             |                     |                     |                  |                  |                  |                  |                  |                     |                     |                |             |             |             |                  |                     |                     |              |              |       |       |       |  |
|  | Paulikienė – Raupelyté              | Paulikienė – Raupelyté              | 14                   | 15                   |             | Ana Patrícia – Duda | Ana Patrícia – Duda | 25               | 21          |             |             |             |                     |                     |                  |                  |                  |                  |                  |                     |                     |                |             |             |             |                  |                     |                     |              |              |       |       |       |  |
|  |                                     |                                     |                      |                      |             | Ana Patrícia – Duda | Ana Patrícia – Duda | 25               | 21          |             |             |             |                     |                     |                  |                  |                  |                  |                  |                     |                     |                |             |             |             |                  |                     |                     |              |              |       |       |       |  |
|  |                                     |                                     | Xue – Xia            | Xue – Xia            | 23          | 18                  |                     |                  |             |             |             |             |                     |                     |                  |                  |                  |                  |                  |                     |                     |                |             |             |             |                  |                     |                     |              |              |       |       |       |  |
|  | Xue – Xia                           | Xue – Xia                           | Xue – Xia            | Xue – Xia            | 23          | 18                  | 21                  | 21               |             |             |             |             |                     |                     |                  |                  |                  |                  |                  |                     |                     |                |             |             |             |                  |                     |                     |              |              |       |       |       |  |
|  | Xue – Xia                           | Xue – Xia                           |                      |                      |             |                     |                     |                  |             |             |             |             |                     |                     |                  |                  |                  |                  |                  |                     |                     |                |             |             |             |                  |                     |                     |              |              |       |       |       |  |
|  | Naraphornrapat – Worapeerachayakorn | Naraphornrapat – Worapeerachayakorn | 12                   | 16                   |             |                     |                     |                  |             |             |             |             |                     |                     |                  |                  |                  |                  |                  |                     |                     |                |             |             |             |                  |                     |                     |              |              |       |       |       |  |
|  | Naraphornrapat – Worapeerachayakorn | Naraphornrapat – Worapeerachayakorn | 12                   | 16                   |             |                     |                     |                  |             |             |             |             | Ana Patrícia – Duda | Ana Patrícia – Duda | 21               | 21               |                  |                  |                  |                     |                     |                |             |             |             |                  |                     |                     |              |              |       |       |       |  |
|  |                                     |                                     |                      |                      |             |                     |                     |                  |             |             |             |             | Ana Patrícia – Duda | Ana Patrícia – Duda | 21               | 21               |                  |                  |                  |                     |                     |                |             |             |             |                  |                     |                     |              |              |       |       |       |  |
|  |                                     |                                     | Stam – Schoon        | Stam – Schoon        | 16          | 16                  |                     |                  |             |             |             |             |                     |                     |                  |                  |                  |                  |                  |                     |                     |                |             |             |             |                  |                     |                     |              |              |       |       |       |  |
|  | Cannon – Kraft                      | Cannon – Kraft                      | Stam – Schoon        | Stam – Schoon        | 16          | 16                  | 22                  | 24               | 15          |             |             |             |                     |                     |                  |                  |                  |                  |                  |                     |                     |                |             |             |             |                  |                     |                     |              |              |       |       |       |  |
|  | Cannon – Kraft                      | Cannon – Kraft                      |                      |                      |             |                     |                     |                  |             |             |             |             |                     |                     |                  |                  |                  |                  |                  |                     |                     |                |             |             |             |                  |                     |                     |              |              |       |       |       |  |
|  | Andressa – Vitória                  | Andressa – Vitória                  | 24                   | 22                   | 12          |                     |                     |                  |             |             |             |             |                     |                     |                  |                  |                  |                  |                  |                     |                     |                |             |             |             |                  |                     |                     |              |              |       |       |       |  |
|  | Andressa – Vitória                  | Andressa – Vitória                  | 24                   | 22                   | 12          |                     | Cannon – Kraft      | Cannon – Kraft   | 18          | 17          |             |             |                     |                     |                  |                  |                  |                  |                  |                     |                     |                |             |             |             |                  |                     |                     |              |              |       |       |       |  |
|  |                                     |                                     |                      |                      |             |                     | Cannon – Kraft      | Cannon – Kraft   | 18          | 17          |             |             |                     |                     |                  |                  |                  |                  |                  |                     |                     |                |             |             |             |                  |                     |                     |              |              |       |       |       |  |
|  |                                     |                                     | Stam – Schoon        | Stam – Schoon        | 21          | 21                  |                     |                  |             |             |             |             |                     |                     |                  |                  |                  |                  |                  |                     |                     |                |             |             |             |                  |                     |                     |              |              |       |       |       |  |
|  | Álvarez – Moreno                    | Álvarez – Moreno                    | Stam – Schoon        | Stam – Schoon        | 21          | 21                  | 32                  | 21               |             |             |             |             |                     |                     |                  |                  |                  |                  |                  |                     |                     |                |             |             |             |                  |                     |                     |              |              |       |       |       |  |
|  | Álvarez – Moreno                    | Álvarez – Moreno                    |                      |                      |             |                     |                     |                  |             |             |             |             |                     |                     |                  |                  |                  |                  |                  |                     |                     |                |             |             |             |                  |                     |                     |              |              |       |       |       |  |
|  | Stam – Schoon                       | Stam – Schoon                       | 34                   | 23                   |             |                     |                     |                  |             |             |             |             |                     |                     |                  |                  |                  |                  |                  |                     |                     |                |             |             |             |                  |                     |                     |              |              |       |       |       |  |
|  | Stam – Schoon                       | Stam – Schoon                       | 34                   | 23                   |             |                     |                     |                  |             |             |             |             |                     |                     |                  |                  |                  |                  |                  | Ana Patrícia – Duda | Ana Patrícia – Duda | 21             | 21          |             |             |                  |                     |                     |              |              |       |       |       |  |
|  |                                     |                                     |                      |                      |             |                     |                     |                  |             |             |             |             |                     |                     |                  |                  |                  |                  |                  | Ana Patrícia – Duda | Ana Patrícia – Duda | 21             | 21          |             |             |                  |                     |                     |              |              |       |       |       |  |
|  |                                     |                                     | Mariafe – Clancy     | Mariafe – Clancy     | 17          | 14                  |                     |                  |             |             |             |             |                     |                     |                  |                  |                  |                  |                  |                     |                     |                |             |             |             |                  |                     |                     |              |              |       |       |       |  |
|  | Mariafe – Clancy                    | Mariafe – Clancy                    | Mariafe – Clancy     | Mariafe – Clancy     | 17          | 14                  | 21                  | 25               |             |             |             |             |                     |                     |                  |                  |                  |                  |                  |                     |                     |                |             |             |             |                  |                     |                     |              |              |       |       |       |  |
|  | Mariafe – Clancy                    | Mariafe – Clancy                    |                      |                      |             |                     |                     |                  |             |             |             |             |                     |                     |                  |                  |                  |                  |                  |                     |                     |                |             |             |             |                  |                     |                     |              |              |       |       |       |  |
|  | Ittlinger – Borger                  | Ittlinger – Borger                  | 19                   | 23                   |             |                     |                     |                  |             |             |             |             |                     |                     |                  |                  |                  |                  |                  |                     |                     |                |             |             |             |                  |                     |                     |              |              |       |       |       |  |
|  | Ittlinger – Borger                  | Ittlinger – Borger                  | 19                   | 23                   |             | Mariafe – Clancy    | Mariafe – Clancy    | 21               | 15          | 15          |             |             |                     |                     |                  |                  |                  |                  |                  |                     |                     |                |             |             |             |                  |                     |                     |              |              |       |       |       |  |
|  |                                     |                                     |                      |                      |             | Mariafe – Clancy    | Mariafe – Clancy    | 21               | 15          | 15          |             |             |                     |                     |                  |                  |                  |                  |                  |                     |                     |                |             |             |             |                  |                     |                     |              |              |       |       |       |  |
|  |                                     |                                     | Gottardi – Menegatti | Gottardi – Menegatti | 18          | 21                  | 11                  |                  |             |             |             |             |                     |                     |                  |                  |                  |                  |                  |                     |                     |                |             |             |             |                  |                     |                     |              |              |       |       |       |  |
|  | Gottardi – Menegatti                | Gottardi – Menegatti                | Gottardi – Menegatti | Gottardi – Menegatti | 18          | 21                  | 11                  | 22               | 21          |             |             |             |                     |                     |                  |                  |                  |                  |                  |                     |                     |                |             |             |             |                  |                     |                     |              |              |       |       |       |  |
|  | Gottardi – Menegatti                | Gottardi – Menegatti                |                      |                      |             |                     |                     |                  |             |             |             |             |                     |                     |                  |                  |                  |                  |                  |                     |                     |                |             |             |             |                  |                     |                     |              |              |       |       |       |  |
|  | Vergé-Dépré – Mäder                 | Vergé-Dépré – Mäder                 | 20                   | 15                   |             |                     |                     |                  |             |             |             |             |                     |                     |                  |                  |                  |                  |                  |                     |                     |                |             |             |             |                  |                     |                     |              |              |       |       |       |  |
|  | Vergé-Dépré – Mäder                 | Vergé-Dépré – Mäder                 | 20                   | 15                   |             |                     |                     |                  |             |             |             |             | Mariafe – Clancy    | Mariafe – Clancy    | 22               | 21               |                  |                  |                  |                     |                     |                |             |             |             |                  |                     |                     |              |              |       |       |       |  |
|  |                                     |                                     |                      |                      |             |                     |                     |                  |             |             |             |             | Mariafe – Clancy    | Mariafe – Clancy    | 22               | 21               |                  |                  |                  |                     |                     |                |             |             |             |                  |                     |                     |              |              |       |       |       |  |
|  |                                     |                                     | Melissa – Brandie    | Melissa – Brandie    | 20          | 16                  |                     |                  |             |             |             |             |                     |                     |                  |                  |                  |                  |                  |                     |                     |                |             |             |             |                  |                     |                     |              |              |       |       |       |  |
|  | Esmée – Zoé                         | Esmée – Zoé                         | Melissa – Brandie    | Melissa – Brandie    | 20          | 16                  | 26                  | 21               |             |             |             |             |                     |                     |                  |                  |                  |                  |                  |                     |                     |                |             |             |             |                  |                     |                     |              |              |       |       |       |  |
|  | Esmée – Zoé                         | Esmée – Zoé                         |                      |                      |             |                     |                     |                  |             |             |             |             |                     |                     |                  |                  |                  |                  |                  |                     |                     |                |             |             |             |                  |                     |                     |              |              |       |       |       |  |
|  | Placette – Richard                  | Placette – Richard                  | 24                   | 16                   |             |                     |                     |                  |             |             |             |             |                     |                     |                  |                  |                  |                  |                  |                     |                     |                |             |             |             |                  |                     |                     |              |              |       |       |       |  |
|  | Placette – Richard                  | Placette – Richard                  | 24                   | 16                   |             | Esmée – Zoé         | Esmée – Zoé         | 14               | 11          |             |             |             |                     |                     |                  |                  |                  |                  |                  |                     |                     |                |             |             |             |                  |                     |                     |              |              |       |       |       |  |
|  |                                     |                                     |                      |                      |             | Esmée – Zoé         | Esmée – Zoé         | 14               | 11          |             |             |             |                     |                     |                  |                  |                  |                  |                  |                     |                     |                |             |             |             |                  |                     |                     |              |              |       |       |       |  |
|  |                                     |                                     | Melissa – Brandie    | Melissa – Brandie    | 21          | 21                  |                     |                  |             |             |             |             |                     |                     |                  |                  |                  |                  |                  |                     |                     |                |             |             |             |                  |                     |                     |              |              |       |       |       |  |
|  | Ahtiainen – Lahti                   | Ahtiainen – Lahti                   | Melissa – Brandie    | Melissa – Brandie    | 21          | 21                  | 17                  | 17               |             |             |             |             |                     |                     |                  |                  |                  |                  |                  |                     |                     |                |             |             |             |                  |                     |                     |              |              |       |       |       |  |
|  | Ahtiainen – Lahti                   | Ahtiainen – Lahti                   |                      |                      |             |                     |                     |                  |             |             |             |             |                     |                     |                  |                  |                  |                  |                  |                     |                     |                |             |             |             |                  |                     |                     |              |              |       |       |       |  |
|  | Melissa – Brandie                   | Melissa – Brandie                   | 21                   | 21                   |             |                     |                     |                  |             |             |             |             |                     |                     |                  |                  |                  |                  |                  |                     |                     |                |             |             |             |                  |                     |                     |              |              |       |       |       |  |
|  | Melissa – Brandie                   | Melissa – Brandie                   | 21                   | 21                   |             |                     |                     |                  |             |             |             |             |                     |                     |                  |                  |                  |                  |                  |                     |                     |                |             |             |             |                  | Ana Patrícia – Duda | Ana Patrícia – Duda | 16           | 22           |       |       |       |  |
|  |                                     |                                     |                      |                      |             |                     |                     |                  |             |             |             |             |                     |                     |                  |                  |                  |                  |                  |                     |                     |                |             |             |             |                  | Ana Patrícia – Duda | Ana Patrícia – Duda | 16           | 22           |       |       |       |  |
|  |                                     |                                     | Hughes – Cheng       | Hughes – Cheng       | 21          | 24                  |                     |                  |             |             |             |             |                     |                     |                  |                  |                  |                  |                  |                     |                     |                |             |             |             |                  |                     |                     |              |              |       |       |       |  |
|  | Hughes – Cheng                      | Hughes – Cheng                      | Hughes – Cheng       | Hughes – Cheng       | 21          | 24                  | 27                  | 19               | 15          |             |             |             |                     |                     |                  |                  |                  |                  |                  |                     |                     |                |             |             |             |                  |                     |                     |              |              |       |       |       |  |
|  | Hughes – Cheng                      | Hughes – Cheng                      |                      |                      |             |                     |                     |                  |             |             |             |             |                     |                     |                  |                  |                  |                  |                  |                     |                     |                |             |             |             |                  |                     |                     |              |              |       |       |       |  |
|  | D. Klinger – R. Klinger             | D. Klinger – R. Klinger             | 25                   | 21                   | 9           |                     |                     |                  |             |             |             |             |                     |                     |                  |                  |                  |                  |                  |                     |                     |                |             |             |             |                  |                     |                     |              |              |       |       |       |  |
|  | D. Klinger – R. Klinger             | D. Klinger – R. Klinger             | 25                   | 21                   | 9           |                     | Hughes – Cheng      | Hughes – Cheng   | 19          | 21          | 15          |             |                     |                     |                  |                  |                  |                  |                  |                     |                     |                |             |             |             |                  |                     |                     |              |              |       |       |       |  |
|  |                                     |                                     |                      |                      |             |                     | Hughes – Cheng      | Hughes – Cheng   | 19          | 21          | 15          |             |                     |                     |                  |                  |                  |                  |                  |                     |                     |                |             |             |             |                  |                     |                     |              |              |       |       |       |  |
|  |                                     |                                     | Tīna – Anastasija    | Tīna – Anastasija    | 21          | 16                  | 11                  |                  |             |             |             |             |                     |                     |                  |                  |                  |                  |                  |                     |                     |                |             |             |             |                  |                     |                     |              |              |       |       |       |  |
|  | Tīna – Anastasija                   | Tīna – Anastasija                   | Tīna – Anastasija    | Tīna – Anastasija    | 21          | 16                  | 11                  | 21               | 21          |             |             |             |                     |                     |                  |                  |                  |                  |                  |                     |                     |                |             |             |             |                  |                     |                     |              |              |       |       |       |  |
|  | Tīna – Anastasija                   | Tīna – Anastasija                   |                      |                      |             |                     |                     |                  |             |             |             |             |                     |                     |                  |                  |                  |                  |                  |                     |                     |                |             |             |             |                  |                     |                     |              |              |       |       |       |  |
|  | Dong – Wang                         | Dong – Wang                         | 14                   | 17                   |             |                     |                     |                  |             |             |             |             |                     |                     |                  |                  |                  |                  |                  |                     |                     |                |             |             |             |                  |                     |                     |              |              |       |       |       |  |
|  | Dong – Wang                         | Dong – Wang                         | 14                   | 17                   |             |                     |                     |                  |             |             |             |             | Hughes – Cheng      | Hughes – Cheng      | 21               | 21               |                  |                  |                  |                     |                     |                |             |             |             |                  |                     |                     |              |              |       |       |       |  |
|  |                                     |                                     |                      |                      |             |                     |                     |                  |             |             |             |             | Hughes – Cheng      | Hughes – Cheng      | 21               | 21               |                  |                  |                  |                     |                     |                |             |             |             |                  |                     |                     |              |              |       |       |       |  |
|  |                                     |                                     | Tainá – Victória     | Tainá – Victória     | 14          | 16                  |                     |                  |             |             |             |             |                     |                     |                  |                  |                  |                  |                  |                     |                     |                |             |             |             |                  |                     |                     |              |              |       |       |       |  |
|  | Müller – Tillmann                   | Müller – Tillmann                   | Tainá – Victória     | Tainá – Victória     | 14          | 16                  | 22                  | 20               |             |             |             |             |                     |                     |                  |                  |                  |                  |                  |                     |                     |                |             |             |             |                  |                     |                     |              |              |       |       |       |  |
|  | Müller – Tillmann                   | Müller – Tillmann                   |                      |                      |             |                     |                     |                  |             |             |             |             |                     |                     |                  |                  |                  |                  |                  |                     |                     |                |             |             |             |                  |                     |                     |              |              |       |       |       |  |
|  | Liliana – Paula                     | Liliana – Paula                     | 20                   | 16                   |             |                     |                     |                  |             |             |             |             |                     |                     |                  |                  |                  |                  |                  |                     |                     |                |             |             |             |                  |                     |                     |              |              |       |       |       |  |
|  | Liliana – Paula                     | Liliana – Paula                     | 20                   | 16                   |             | Müller – Tillmann   | Müller – Tillmann   | 19               | 24          | 13          |             |             |                     |                     |                  |                  |                  |                  |                  |                     |                     |                |             |             |             |                  |                     |                     |              |              |       |       |       |  |
|  |                                     |                                     |                      |                      |             | Müller – Tillmann   | Müller – Tillmann   | 19               | 24          | 13          |             |             |                     |                     |                  |                  |                  |                  |                  |                     |                     |                |             |             |             |                  |                     |                     |              |              |       |       |       |  |
|  |                                     |                                     | Tainá – Victória     | Tainá – Victória     | 21          | 22                  | 15                  |                  |             |             |             |             |                     |                     |                  |                  |                  |                  |                  |                     |                     |                |             |             |             |                  |                     |                     |              |              |       |       |       |  |
|  | Tainá – Victória                    | Tainá – Victória                    | Tainá – Victória     | Tainá – Victória     | 21          | 22                  | 15                  | 22               | 17          | 16          |             |             |                     |                     |                  |                  |                  |                  |                  |                     |                     |                |             |             |             |                  |                     |                     |              |              |       |       |       |  |
|  | Tainá – Victória                    | Tainá – Victória                    |                      |                      |             |                     |                     |                  |             | 16          |             |             |                     |                     |                  |                  |                  |                  |                  |                     |                     |                |             |             |             |                  |                     |                     |              |              |       |       |       |  |
|  | Carol – Bárbara                     | Carol – Bárbara                     | 20                   | 21                   | 14          |                     |                     |                  |             |             |             |             |                     |                     |                  |                  |                  |                  |                  |                     |                     |                |             |             |             |                  |                     |                     |              |              |       |       |       |  |
|  | Carol – Bárbara                     | Carol – Bárbara                     | 20                   | 21                   | 14          |                     |                     |                  |             |             |             |             |                     |                     |                  |                  |                  |                  |                  |                     | Hughes – Cheng      | Hughes – Cheng | 18          | 21          | 15          |                  |                     |                     |              |              |       |       |       |  |
|  |                                     |                                     |                      |                      |             |                     |                     |                  |             |             |             |             |                     |                     |                  |                  |                  |                  |                  |                     | Hughes – Cheng      | Hughes – Cheng | 18          | 21          | 15          |                  |                     |                     |              |              |       |       |       |  |
|  |                                     |                                     | Nuss – Kloth         | Nuss – Kloth         | 21          | 12                  | 13                  |                  |             |             |             |             |                     |                     |                  |                  |                  |                  |                  |                     |                     |                |             |             |             |                  |                     |                     |              |              |       |       |       |  |
|  | Hüberli – Betschart                 | Hüberli – Betschart                 | Nuss – Kloth         | Nuss – Kloth         | 21          | 12                  | 13                  | 21               | 21          |             |             |             |                     |                     |                  |                  |                  |                  |                  |                     |                     |                |             |             |             |                  |                     |                     |              |              |       |       |       |  |
|  | Hüberli – Betschart                 | Hüberli – Betschart                 |                      |                      |             |                     |                     |                  |             |             |             |             |                     |                     |                  |                  |                  |                  |                  |                     |                     |                |             |             |             |                  |                     |                     |              |              |       |       |       |  |
|  | Gruszczyńska – Wachowicz            | Gruszczyńska – Wachowicz            | 16                   | 14                   |             |                     |                     |                  |             |             |             |             |                     |                     |                  |                  |                  |                  |                  |                     |                     |                |             |             |             |                  |                     |                     |              |              |       |       |       |  |
|  | Gruszczyńska – Wachowicz            | Gruszczyńska – Wachowicz            | 16                   | 14                   |             | Hüberli – Betschart | Hüberli – Betschart | 21               | 27          |             |             |             |                     |                     |                  |                  |                  |                  |                  |                     |                     |                |             |             |             |                  |                     |                     |              |              |       |       |       |  |
|  |                                     |                                     |                      |                      |             | Hüberli – Betschart | Hüberli – Betschart | 21               | 27          |             |             |             |                     |                     |                  |                  |                  |                  |                  |                     |                     |                |             |             |             |                  |                     |                     |              |              |       |       |       |  |
|  |                                     |                                     | Scoles – Flint       | Scoles – Flint       | 17          | 25                  |                     |                  |             |             |             |             |                     |                     |                  |                  |                  |                  |                  |                     |                     |                |             |             |             |                  |                     |                     |              |              |       |       |       |  |
|  | Hermannová – Štochlová              | Hermannová – Štochlová              | Scoles – Flint       | Scoles – Flint       | 17          | 25                  | 21                  | 8                |             |             |             |             |                     |                     |                  |                  |                  |                  |                  |                     |                     |                |             |             |             |                  |                     |                     |              |              |       |       |       |  |
|  | Hermannová – Štochlová              | Hermannová – Štochlová              |                      |                      |             |                     |                     |                  |             |             |             |             |                     |                     |                  |                  |                  |                  |                  |                     |                     |                |             |             |             |                  |                     |                     |              |              |       |       |       |  |
|  | Scoles – Flint                      | Scoles – Flint                      | 23                   | 21                   |             |                     |                     |                  |             |             |             |             |                     |                     |                  |                  |                  |                  |                  |                     |                     |                |             |             |             |                  |                     |                     |              |              |       |       |       |  |
|  | Scoles – Flint                      | Scoles – Flint                      | 23                   | 21                   |             |                     |                     |                  |             |             |             |             | Hüberli – Betschart | Hüberli – Betschart | 17               | 21               | 8                |                  |                  |                     |                     |                |             |             |             |                  |                     |                     |              |              |       |       |       |  |
|  |                                     |                                     |                      |                      |             |                     |                     |                  |             |             |             |             | Hüberli – Betschart | Hüberli – Betschart | 17               | 21               | 8                |                  |                  |                     |                     |                |             |             |             |                  |                     |                     |              |              |       |       |       |  |
|  |                                     |                                     | Nuss – Kloth         | Nuss – Kloth         | 21          | 19                  | 15                  |                  |             |             |             |             |                     |                     |                  |                  |                  |                  |                  |                     |                     |                |             |             |             |                  |                     |                     |              |              |       |       |       |  |
|  | Ágatha – Rebecca                    | Ágatha – Rebecca                    | Nuss – Kloth         | Nuss – Kloth         | 21          | 19                  | 15                  | 19               | 22          | 15          |             |             |                     |                     |                  |                  |                  |                  |                  |                     |                     |                |             |             |             |                  |                     |                     |              |              |       |       |       |  |
|  | Ágatha – Rebecca                    | Ágatha – Rebecca                    |                      |                      |             |                     |                     |                  |             | 15          |             |             |                     |                     |                  |                  |                  |                  |                  |                     |                     |                |             |             |             |                  |                     |                     |              |              |       |       |       |  |
|  | Ludwig – Lippmann                   | Ludwig – Lippmann                   | 21                   | 20                   | 8           |                     |                     |                  |             |             |             |             |                     |                     |                  |                  |                  |                  |                  |                     |                     |                |             |             |             |                  |                     |                     |              |              |       |       |       |  |
|  | Ludwig – Lippmann                   | Ludwig – Lippmann                   | 21                   | 20                   | 8           |                     | Ágatha – Rebecca    | Ágatha – Rebecca | 22          | 14          |             |             |                     |                     |                  |                  |                  |                  |                  |                     |                     |                |             |             |             |                  |                     |                     |              |              |       |       |       |  |
|  |                                     |                                     |                      |                      |             |                     | Ágatha – Rebecca    | Ágatha – Rebecca | 22          | 14          |             |             |                     |                     |                  |                  |                  |                  |                  |                     |                     |                |             |             |             |                  |                     |                     |              |              |       |       |       |  |
|  |                                     |                                     | Nuss – Kloth         | Nuss – Kloth         | 24          | 21                  |                     |                  |             |             |             |             |                     |                     |                  |                  |                  |                  |                  |                     |                     |                |             |             |             |                  |                     |                     |              |              |       |       |       |  |
|  | Pavan – McBain                      | Pavan – McBain                      | Nuss – Kloth         | Nuss – Kloth         | 24          | 21                  | 21                  | 12               |             |             |             |             |                     |                     |                  |                  |                  |                  |                  |                     |                     |                |             |             |             | Mariafe – Clancy | Mariafe – Clancy    | 21                  | 19           | 8            |       |       |       |  |
|  | Pavan – McBain                      | Pavan – McBain                      |                      |                      |             |                     |                     |                  |             |             |             |             |                     |                     |                  |                  |                  |                  |                  |                     |                     |                |             |             |             | Mariafe – Clancy | Mariafe – Clancy    | 21                  | 19           | 8            |       |       |       |  |
|  | Nuss – Kloth                        | Nuss – Kloth                        | 23                   | 21                   |             |                     |                     |                  |             |             |             |             |                     |                     |                  |                  |                  |                  |                  |                     |                     |                |             |             |             |                  |                     |                     | Nuss – Kloth | Nuss – Kloth | 15    | 21    | 15    |  |
|  | Nuss – Kloth                        | Nuss – Kloth                        | 23                   | 21                   |             |                     |                     |                  |             |             |             |             |                     |                     |                  |                  |                  |                  |                  |                     |                     |                |             |             |             |                  |                     |                     | Nuss – Kloth | Nuss – Kloth | 15    | 21    | 15    |  |
|  |                                     |                                     |                      |                      |             |                     |                     |                  |             |             |             |             |                     |                     |                  |                  |                  |                  |                  |                     |                     |                |             |             |             |                  |                     |                     |              |              |       |       |       |  |

### Ronda de 32
| Fecha y Hora         | Partido                | Partido   | Partido                             | Sets    | Sets    | Sets    | Puntuación total | Tiempo |
| Fecha y Hora         |                        | Resultado |                                     | 1       | 2       | 3       | Puntuación total | Tiempo |
| -------------------- | ---------------------- | --------- | ----------------------------------- | ------- | ------- | ------- | ---------------- | ------ |
| 11 de octubre, 13:00 | Álvarez – Moreno       | 0 - 2     | Stam – Schoon                       | 32 - 34 | 21 - 23 |         | 53 - 57          |        |
| 11 de octubre, 13:00 | Gottardi – Menegatti   | 2 - 0     | Vergé-Dépré – Mäder                 | 22 - 20 | 21 - 15 |         | 43 - 35          |        |
| 11 de octubre, 13:00 | Müller – Tillmann      | 2 - 0     | Liliana – Paula                     | 22 - 20 | 21 - 16 |         | 43 - 36          |        |
| 11 de octubre, 13:00 | Ágatha – Rebecca       | 2 - 1     | Ludwig – Lippmann                   | 19 - 21 | 22 - 20 | 15 - 8  | 56 - 49          |        |
| 11 de octubre, 14:00 | Cannon – Kraft         | 2 - 1     | Andressa – Vitória                  | 22 - 24 | 24 - 22 | 15 - 12 | 61 - 58          |        |
| 11 de octubre, 14:00 | Mariafe – Clancy       | 2 - 0     | Ittlinger – Borger                  | 21 - 19 | 25 - 23 |         | 46 - 42          |        |
| 11 de octubre, 14:00 | Tainá – Victória       | 2 - 1     | Carol – Bárbara                     | 22 - 20 | 17 - 21 | 16 - 14 | 55 - 55          |        |
| 11 de octubre, 14:00 | Pavan – McBain         | 0 - 2     | Nuss – Kloth                        | 21 - 23 | 12 - 21 |         | 33 - 44          |        |
| 11 de octubre, 19:00 | Ana Patrícia – Duda    | 2 - 0     | Paulikienė – Raupelyté              | 21 - 14 | 21 - 15 |         | 42 - 29          |        |
| 11 de octubre, 19:00 | Esmée – Zoé            | 2 - 0     | Placette – Richard                  | 26 - 24 | 21 - 16 |         | 47 - 40          |        |
| 11 de octubre, 19:00 | Tīna – Anastasija      | 2 - 0     | Dong – Wang                         | 21 - 14 | 21 - 17 |         | 42 - 31          |        |
| 11 de octubre, 19:00 | Hermannová – Štochlová | 0 - 2     | Scoles – Flint                      | 21 - 23 | 8 - 21  |         | 29 - 44          |        |
| 11 de octubre, 20:00 | Xue – Xia              | 2 - 0     | Naraphornrapat – Worapeerachayakorn | 21 - 12 | 21 - 16 |         | 42 - 28          |        |
| 11 de octubre, 20:00 | Ahtiainen – Lahti      | 0 - 2     | Melissa – Brandie                   | 17 - 21 | 17 - 21 |         | 34 - 42          |        |
| 11 de octubre, 20:00 | Hughes – Cheng         | 2 - 0     | D. Klinger – R. Klinger             | 27 - 25 | 19 - 21 | 15 - 9  | 61 - 55          |        |
| 11 de octubre, 20:00 | Hüberli – Betschart    | 2 - 0     | Gruszczyńska – Wachowicz            | 21 - 16 | 21 - 14 |         | 42 - 30          |        |

### Ronda de 16
| Fecha y Hora         | Partido             | Partido   | Partido              | Sets    | Sets    | Sets    | Puntuación total | Tiempo |
| Fecha y Hora         |                     | Resultado |                      | 1       | 2       | 3       | Puntuación total | Tiempo |
| -------------------- | ------------------- | --------- | -------------------- | ------- | ------- | ------- | ---------------- | ------ |
| 12 de octubre, 17:00 | Cannon – Kraft      | 0 - 2     | Stam – Schoon        | 18 - 21 | 17 - 21 |         | 35 - 42          |        |
| 12 de octubre, 17:00 | Müller – Tillmann   | 1 - 2     | Tainá – Victória     | 19 - 21 | 24 - 22 | 13 - 15 | 56 - 58          |        |
| 12 de octubre, 18:00 | Mariafe – Clancy    | 2 - 1     | Gottardi – Menegatti | 21 - 18 | 15 - 21 | 15 - 11 | 51 - 50          |        |
| 12 de octubre, 18:00 | Ágatha – Rebecca    | 0 - 2     | Nuss – Kloth         | 22 - 24 | 14 - 21 |         | 36 - 45          |        |
| 12 de octubre, 20:00 | Ana Patrícia – Duda | 2 - 0     | Xue – Xia            | 25 - 23 | 21 - 18 |         | 46 - 41          |        |
| 12 de octubre, 20:00 | Esmée – Zoé         | 0 - 2     | Melissa – Brandie    | 14 - 21 | 11 - 21 |         | 25 - 42          |        |
| 12 de octubre, 20:00 | Hughes – Cheng      | 2 - 1     | Tīna – Anastasija    | 19 - 21 | 21 - 16 | 15 - 11 | 55 - 48          |        |
| 12 de octubre, 20:00 | Hüberli – Betschart | 2 - 0     | Scoles – Flint       | 21 - 17 | 27 - 25 |         | 48 - 42          |        |

### Cuartos de final
| Fecha y Hora         | Partido             | Partido   | Partido           | Sets    | Sets    | Sets   | Puntuación total | Tiempo |
| Fecha y Hora         |                     | Resultado |                   | 1       | 2       | 3      | Puntuación total | Tiempo |
| -------------------- | ------------------- | --------- | ----------------- | ------- | ------- | ------ | ---------------- | ------ |
| 13 de octubre, 17:00 | Hughes – Cheng      | 2 - 0     | Tainá – Victória  | 21 - 14 | 21 - 16 |        | 42 - 30          |        |
| 13 de octubre, 18:00 | Mariafe – Clancy    | 2 - 0     | Melissa – Brandie | 22 - 20 | 21 - 16 |        | 43 - 36          |        |
| 13 de octubre, 19:00 | Hüberli – Betschart | 1 - 2     | Nuss – Kloth      | 17 - 21 | 21 - 19 | 8 - 15 | 46 - 55          |        |
| 13 de octubre, 21:00 | Ana Patrícia – Duda | 2 - 0     | Stam – Schoon     | 21 - 16 | 21 - 16 |        | 42 - 32          |        |

### Semifinal
| Fecha y Hora         | Partido             | Partido   | Partido          | Sets    | Sets    | Sets    | Puntuación total | Tiempo |
| Fecha y Hora         |                     | Resultado |                  | 1       | 2       | 3       | Puntuación total | Tiempo |
| -------------------- | ------------------- | --------- | ---------------- | ------- | ------- | ------- | ---------------- | ------ |
| 14de octubre, 18:00  | Hughes – Cheng      | 2 - 1     | Nuss – Kloth     | 18 - 21 | 21 - 12 | 15 - 13 | 54 - 46          |        |
| 14 de octubre, 20:00 | Ana Patrícia – Duda | 2 - 0     | Mariafe – Clancy | 21 - 17 | 21 - 14 |         | 42 - 31          |        |

### 3° lugar
| Fecha y Hora         | Partido          | Partido   | Partido      | Sets    | Sets    | Sets   | Puntuación total | Tiempo |
| Fecha y Hora         |                  | Resultado |              | 1       | 2       | 3      | Puntuación total | Tiempo |
| -------------------- | ---------------- | --------- | ------------ | ------- | ------- | ------ | ---------------- | ------ |
| 15 de octubre, 13:15 | Mariafe – Clancy | 1 - 2     | Nuss – Kloth | 21 - 15 | 19 - 21 | 8 - 15 | 48 - 51          |        |

### Final
| Fecha y Hora         | Partido             | Partido   | Partido        | Sets    | Sets    | Sets | Puntuación total | Tiempo |
| Fecha y Hora         |                     | Resultado |                | 1       | 2       | 3    | Puntuación total | Tiempo |
| -------------------- | ------------------- | --------- | -------------- | ------- | ------- | ---- | ---------------- | ------ |
| 15 de octubre, 16:00 | Ana Patrícia – Duda | 0 - 2     | Hughes – Cheng | 16 - 21 | 22 - 24 |      | 38 - 45          |        |

## Clasificación final
| Rank | Team                                |
| ---- | ----------------------------------- |
|      | Hughes – Cheng                      |
|      | Ana Patrícia – Duda                 |
|      | Nuss – Kloth                        |
| 4    | Mariafe – Clancy                    |
| 5    | Melissa – Brandie                   |
| 5    | Hüberli – Betschart                 |
| 5    | Stam – Schoon                       |
| 5    | Tainá – Victória                    |
| 9    | Gottardi – Menegatti                |
| 9    | Müller – Tillmann                   |
| 9    | Xue – Xia                           |
| 9    | Scoles – Flint                      |
| 9    | Tīna – Anastasija                   |
| 9    | Cannon – Kraft                      |
| 9    | Ágatha – Rebecca                    |
| 9    | Esmée – Zoé                         |
| 17   | Carol – Bárbara                     |
| 17   | Andressa – Vitória                  |
| 17   | Álvarez – Moreno                    |
| 17   | Ittlinger – Borger                  |
| 17   | D. Klinger – R. Klinger             |
| 17   | Ludwig – Lippmann                   |
| 17   | Placette – Richard                  |
| 17   | Liliana – Paula                     |
| 17   | Vergé-Dépré – Mäder                 |
| 17   | Ahtiainen – Lahti                   |
| 17   | Pavan – McBain                      |
| 17   | Dong – Wang                         |
| 17   | Gruszczyńska – Wachowicz            |
| 17   | Paulikienė – Raupelyté              |
| 17   | Naraphornrapat – Worapeerachayakorn |
| 17   | Hermannová – Štochlová              |
| 33   | Gutiérrez – Flores                  |
| 33   | Erika – Michelle                    |
| 33   | Ishii – Mizoe                       |
| 33   | Ariana – Karelys                    |
| 37   | Gallay – Pereyra                    |
| 37   | Rivas – Chris                       |
| 37   | Quesada – Williams                  |
| 37   | Almánzar – Payano                   |
| 37   | Bianchin – Scampoli                 |
| 37   | Akiko – Yurika                      |
| 37   | Yakki – Mahassine                   |
| 37   | Albarran – Vidaurrazaga             |
| 37   | Torres – Rivera                     |
| 37   | Vanessa – Sinaportar                |
| 37   | Navas – González                    |
| 37   | Alix – Harward                      |